# Falk Hoffmann
Falk Hoffmann   (Chemnitz, 29 d'agost de 1952) és un saltador alemany, ja retirat, que va competir sota bandera de la República Democràtica Alemanya entre finals de la dècada de 1960 i començaments de la de 1980.
El 1972 va prendre part en els Jocs Olímpics d'Estiu de Múnic, on va disputar dues proves del programa de salts. Fou setè en la prova de trampolí de 3 metres i desè en la palanca de 10 metres. Quatre anys més tard, als Jocs de Mont-real fou quart en el trampolí de 3 metres i sisè en la palanca de 10 metres. Els millors resultats els va obtenir als Jocs de Moscou de 1980, on guanyà la medalla d'or en la palanca de 10 metres i fou quart en el trampolí de 3 metres.
En el seu palmarès també destaquen dues medalles de plata i una de bronze al Campionat del Món de natació de 1973 i 1978 i una d'or, una de plata i una de bronze al Campionat d'Europa de natació de 1974 i 1977. A nivell nacional va guanyar el campionat alemany en palanca de 1971 a 1974 i de 1977 a 1980, i en trampolí de 1969 a 1974 i de 1976 a 1982.
El 1999 fou incorporat a l'International Swimming Hall of Fame.